# Aulus Manli Vulsó (decemvir)
Aulus Manli Vulsó (llatí: Aulus Manlius Cn. f. P. n. Vulso), va ser un magistrat romà. Era probablement fill de Gneu Manli Vulsó (cònsol 474 aC).
L'any 454 aC va ser un dels ambaixadors enviats a Atenes per obtenir informació sobre les lleis de Soló i altres estats grecs. L'any 451 aC era membre del primer decemvirat, una comissió de plebeus i patricis formada per 10 membres per escriure un codi de lleis.